# SkyLine (Frankfurt am Main)

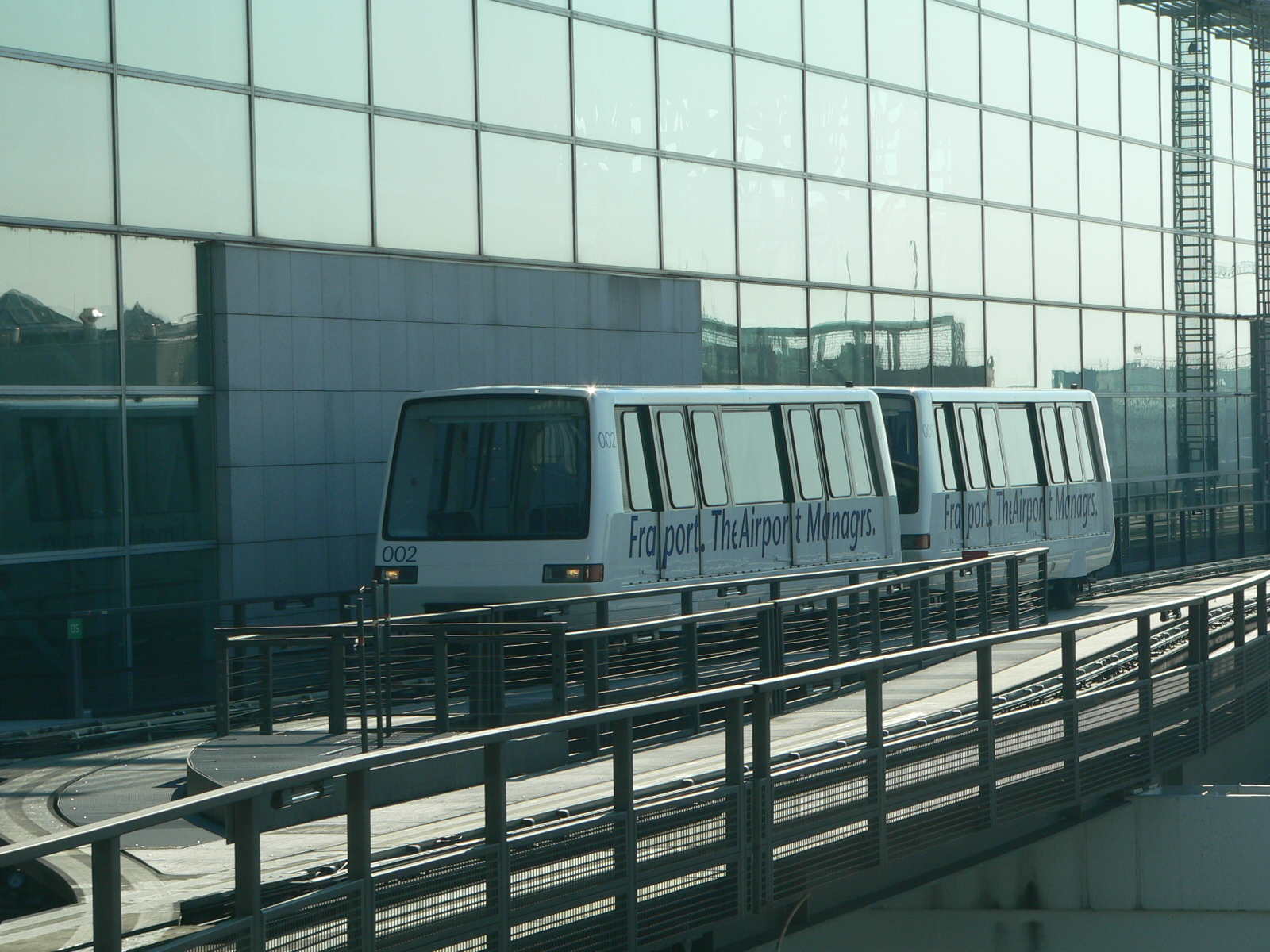
Een metrotrein van de SkyLine

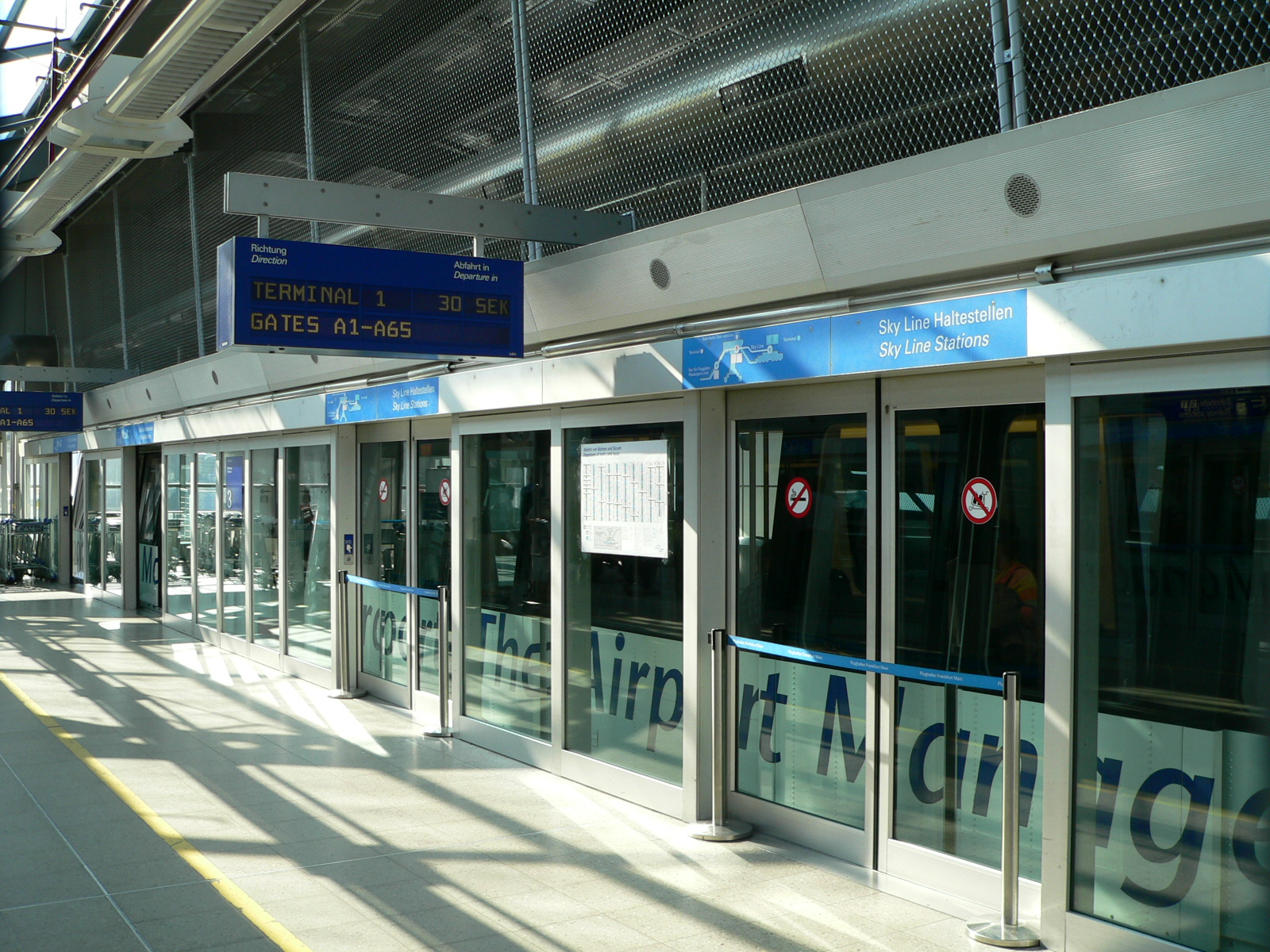
Een van drie stations van de SkyLine

SkyLine  is een automatisch rijdende metro (een people mover) in de omgeving van de Frankfurtse luchthaven.
De lijn werd geopend in 1994 en voert van Terminal 1 naar Terminal 2. De SkyLine heeft een lengte van ongeveer 3,8 kilometer. De trein rijdt elke 90 seconden. Voor die lijn zijn nog uitbreidingsplannen naar de in planning zijnde Terminal 3.